# Communication Y
La communication Y, appelée à sa construction la communication des Têtes au Randouillet, est une  fortification de type double caponnière, située au sud-est de la ville de Briançon.

## Description
Il s'agit principalement d'un long bâtiment de plan rectangulaire, orienté nord-sud, servant de passage couvert entre le fort des Trois Têtes au nord et le fort du Randouillet au sud et barrant le vallon de Fontchristiane. Ce bâtiment est long de 150 mètres et large de neuf, construit en maçonnerie voûtée, avec des murs de deux mètres côté est et 2,25 côté ouest ; le passage intérieur fait 4,5 mètres de large, au sol de terre battue, éclairé par 26 fenêtres uniquement côté ouest. Les deux façades sont protégées par une enveloppe bastionnée, avec de part et d'autre un fossé, faisant face à l'est comme à l'ouest.
L'Armée française occupe le bâtiment comme dépôt de matériel jusqu'en 1947. Le bâtiment est classé comme monument historique par l'arrêté du 8 juin 1989,, puis inscrit sur la liste du patrimoine mondial de l’UNESCO au titre des fortifications de Vauban depuis 2008. Des travaux de rénovation se déroulent de 2016 à 2020.

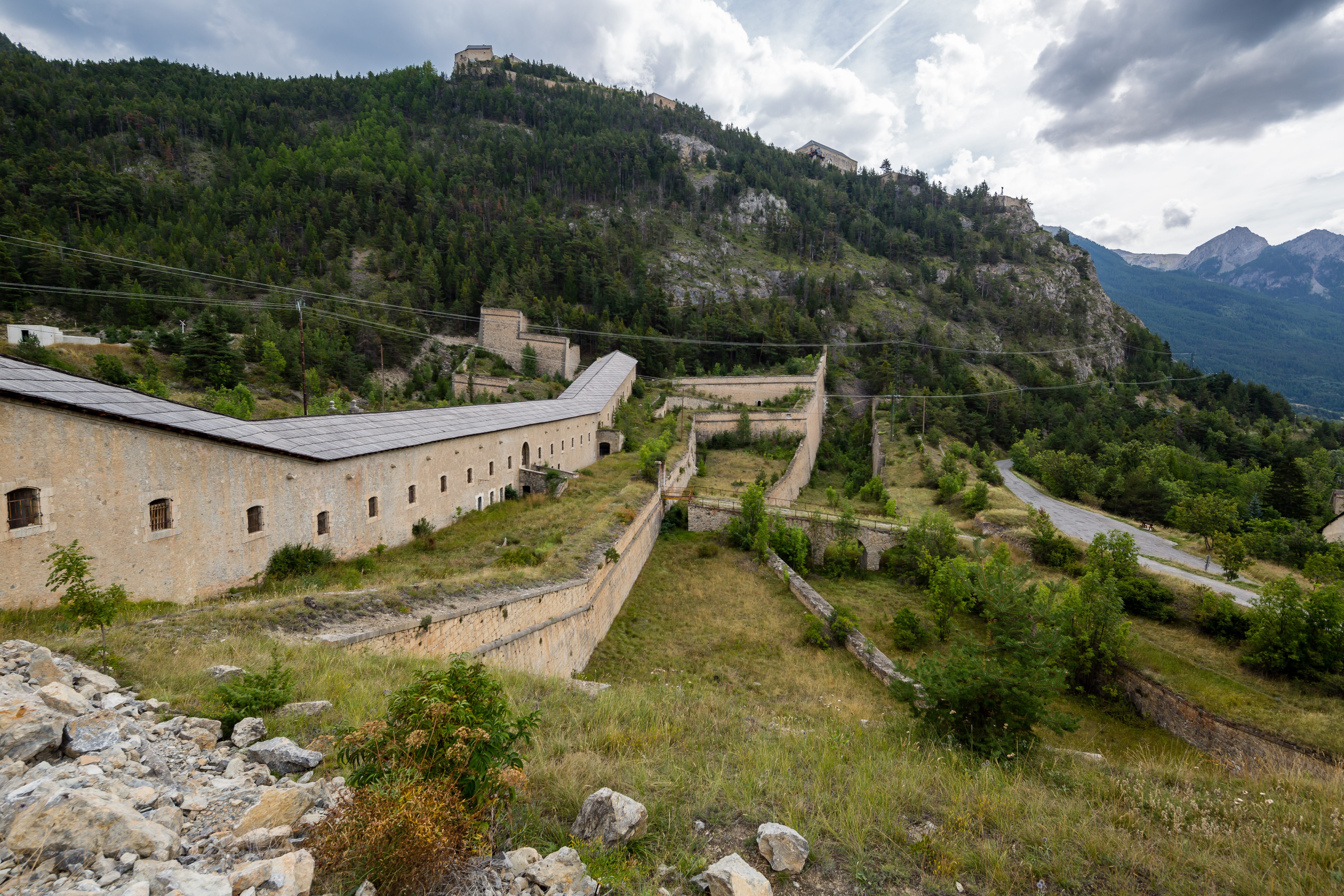
Le bâtiment et une partie de son enveloppe bastionnée, menant au fort du Randouillet, vue du nord (sous le fort des Trois Têtes).